# Alivardi Khan
Ali Vardi Khan, Alivardi Khan o Ali Werdi Khan (10 de maig de 1671 - 9 d'abril de 1756) va ser nabab de Bengala entre 1740 i 1756. El nabab (nawab) era una mena de virrei; portava el títol de Mahabat Djang.

## Biografia
Alivardi Era fill del turcman Shah Quli Khan Mirza Muhammad Madani i la filla del nabab Aqil Khan Afshar rebrent el nom de Mirza Muhammad Ali.
Va ser xiïta i el seu pare Mirza Muhammad Madani va estar al servei de Azam Shah, fill de l'emperador Aurangzeb. Azam Shah també va prendre al seu servei els fills de Mirza Muhammad, però després de la mort d'Azam Shah, la seva família va caure en la pobresa.
Els seus dos fills, Muhammad Ali i Mirza Ahmed, van aconseguir trobar feina entrant al servei de Suza-ud-Din, subahdar d'Orissa. Després que Suza-ud-Din fos ascendit a Nabab, les perspectives de futur dels dos germans van millorar. El 1728, Suza-ud-Din va promoure a Muhammad Ali al rang de fawjdar (general) i li va donar el títol d'Ali Vardi. Muhammad Ali va ser nomenat assistent del subahdar de Bihar el 1733.
Alivardi Khan, que volia arribar a ser el governador de Bengala, va derrotar el 29 d'abril de 1740 a Sarfaraz Khan, successor de Shuja-ud-Din, a Giria i va ocupar Murshidabad el 12 de maig de 1740 assolint el càrrec de virrei de Bengala, Bihar i Orissa i aconseguint al mateix temps el reconeixement de l'emperador mogol Muhammad Shah de Delhi.
Durant el seu govern, Bengala va ser atacada en dues ocasions pels marathes de Nagpur amb forces comandades per Raghuji I Bhonsle el 1746 i el 1750. Això va provocar la pèrdua de Calcuta, que va caure en mans del Regne de Nagpur el 1750 i de la major part d'Orissa el 1755. A la seva mort el va succeir el seu net Siraj ud-Daulah com a nabab de Bengala l'abril de 1756 a l'edat de 23 anys.

## Nota
1. ↑  The Cambrigde History of India